# Liste der Kulturdenkmäler in Braunweiler
In der Liste der Kulturdenkmäler in Braunweiler sind alle Kulturdenkmäler der rheinland-pfälzischen Ortsgemeinde Braunweiler aufgeführt. Grundlage ist die Denkmalliste des Landes Rheinland-Pfalz (Stand: 2. August 2023).

## Einzeldenkmäler
| Bezeichnung                       | Lage                            | Baujahr                              | Beschreibung | Bild                                    |
| --------------------------------- | ------------------------------- | ------------------------------------ | --- | --------------------------------------- |
| Hofanlage                         | Dietersgasse 10 Lage            | Ende des 18. Jahrhunderts            | barockes Fachwerkhaus eines Streckhofes, wohl vom Ende des 18. Jahrhunderts; Scheune bezeichnet 1806             | BW                                      |
| Katholische Pfarrkirche St. Josef | Heegwaldstraße Lage             | 1758                                 | spätbarocker Saalbau, 1758, 1955/56 Erweiterung, Architekt Peter Thull, Sakristeianbau 1857                      | weitere Bilder Fotos hochladen          |
| Kriegerdenkmal                    | Heegwaldstraße Lage             | letztes Viertel des 19. Jahrhunderts | Kriegerdenkmal 1870/71, gotisierend, letztes Viertel des 19. Jahrhunderts                                        | BW                                      |
| Katholisches Pfarrhaus            | Heegwaldstraße 2 Lage           | um 1850                              | Fachwerk, verputzt, klassizistisch, um 1850                                                                      | BW                                      |
| Wohnhaus                          | Heegwaldstraße 4 Lage           | 1806                                 | nachbarockes Fachwerkhaus, bezeichnet 1806                                                                       | BW                                      |
| Hofanlage                         | Heegwaldstraße 7 Lage           | Mitte des 19. Jahrhunderts           | Dreiseithof, Mitte des 19. Jahrhunderts: Fachwerkhaus, Doppel-Scheune, Schuppen mit Knechtstube, bezeichnet 1893 | BW                                      |
| Wohnhaus                          | Heegwaldstraße 27 Lage          | Anfang des 19. Jahrhunderts          | Krüppelwalmdachbau, Fachwerk, Anfang des 19. Jahrhunderts, bezeichnet 1920                                       | BW                                      |
| Wegekreuz                         | Heegwaldstraße, bei Nr. 38 Lage | 1789                                 | spätbarockes Wegekreuz, bezeichnet 1789                                                                          | Fotos hochladen                         |
| Wohnhaus                          | Hermannsgasse 4 Lage            | 18. Jahrhundert                      | barockes Fachwerkhaus einer Hofanlage, bezeichnet 1808, im Kern eventuell aus dem 18. Jahrhundert                | BW                                      |
| Wegekreuz                         | Lindenstraße, bei Nr. 2 Lage    | 1771                                 | spätbarockes Wegekreuz, Sandstein, bezeichnet 1771                                                               | Fotos hochladen                         |
| Wegekreuz                         | Spabrücker Weg, bei Nr. 5 Lage  | 1792                                 | spätbarockes Wegekreuz, Sandstein, bezeichnet 1792                                                               | BW                                      |
| Wegekreuz                         | Wallhäuser Weg                  | um 1900                              | Wegekreuz, gusseiserner Korpus, um 1900                                                                          | Direkt Bild zu diesem Denkmal hochladen |